# Haas VF-22
Haas VF-22 — болід Формули-1, розроблений і виготовлений Хаас для участі в чемпіонаті Формули-1 2022. VF-22 став сьомим болідом Хаас у Формулі-1. Пілотами стали Кевін Магнуссен таМік Шумахер. На використовуються двигуни Ferrari.
VF-22 був першим болідом Формули-1 2022 року, який був представлений перед початком сезону. Через серйозні зміни в регламенті Формули-1, які вплинули на зовнішній вигляд болідів, розробка VF-21, який використовувався в сезоні 2021 року, була припинена, і команда замість цього зосередилася на сезоні 2022 року.

## Розробка
В команді Haas не займались розвитком свого попереднього боліда у 2021 році і замість цього зосередилися на розробці VF-22 протягом усього чемпіонату 2021 року через зміну регламенту. Сьомий рік поспіль в Haas обрали двигуни Ferrari для свого боліду. 4 лютого VF-22 став першим представленим автомобілем 2022 року.

## Ліврея
Автомобіль був представлений і спочатку протестований у лівреї, схожій на VF-21 попереднього сезону, з російською компанією Уралкалій в якості титульного спонсора і розфарбуванням по всьому боліду, зокрема на передньому крилі, що нагадує російський прапор. Після російського вторгнення в Україну 24 лютого 2022 року команда Haas прибрала бренд Уралкалій зі свого автомобіля та веб-сайту. Останній день першого передсезонного тесту, який відбувся 25 лютого, проходив на автомобілі в модифікованому чорно-білому кольорі. 5 березня спонсорство було розірвано разом із контрактом Мазепіна. Оновлена ліврея з червоним кольором замість смуги російського прапора була використана під час другого тесту в Бахрейні.

## Історія виступів
Магнуссен здобув 7-е місце у кваліфікації та фінішував 5-м на Гран-прі Бахрейну. У цій же гонці Шумахер посів 12-е місце у кваліфікації та 11-е в гонці.
Наступних вихідних у Саудівській Аравії Магнуссен стартував 10-м і фінішував 9-м. VF-22 Шумахера втратив контроль над задньою частиною після наїзду на бордюр у другому раунді кваліфікації. Хоча Шумахер не постраждав, збитки, завдані VF-22, оцінювали в 1 мільйон доларів. Наступного дня на стартову решітку вийшов лише один VF-22.

## Результати
| Рік      | Команда      | Двигун        | Шини | Гонщик          | Гран-прі | Гран-прі | Гран-прі | Гран-прі | Гран-прі | Гран-прі | Гран-прі | Гран-прі | Гран-прі | Гран-прі | Гран-прі | Гран-прі | Гран-прі | Гран-прі | Гран-прі | Гран-прі | Гран-прі | Гран-прі | Гран-прі | Гран-прі | Гран-прі | Гран-прі | Очки | Місце |
| Рік      | Команда      | Двигун        | Шини | Гонщик          | БАХ      | САУ      | АВС      | ЕМІ      | МАЯ      | ІСП      | МОН      | АЗЕ      | КАН      | ВЕЛ      | АВТ      | ФРА      | УГО      | БЕЛ      | НІД      | ІТА      | СІН      | ЯПО      | США      | МЕХ      | САП      | АБУ      | Очки | Місце |
| -------- | ------------ | ------------- | ---- | --------------- | -------- | -------- | -------- | -------- | -------- | -------- | -------- | -------- | -------- | -------- | -------- | -------- | -------- | -------- | -------- | -------- | -------- | -------- | -------- | -------- | -------- | -------- | ---- | ----- |
| 2022     | Haas F1 Team | Ferrari 066/7 | P    | Кевін Магнуссен | 5        | 9        | 14       | 98       | 16†      | 17       | Схід     | Схід     | 17       | 10       | 87       | Схід     | 16       | 16       | 15       | 16       | 12       | 14       | 9        | 17       | Схід8    | 17       | 37   | 8     |
| 2022     | Haas F1 Team | Ferrari 066/7 | P    | Мік Шумахер     | 11       | Т        | 13       | 17       | 15       | 14       | Схід     | 14       | Схід     | 8        | 6        | 15       | 14       | 17       | 13       | 12       | 13       | 17       | 15       | 16       | 13       | 16       | 37   | 8     |
| Джерела: |              |               |      |                 |          |          |          |          |          |          |          |          |          |          |          |          |          |          |          |          |          |          |          |          |          |          |      |       |